# Franklin Ø
Franklin Ø er en grønlandsk ø, som ligger 5 kilometer nord for det grønlandske fastland (Kap Constitution). 
Franklin Ø er den største og midterste af tre øer i Kennedykanalen, som er en del af Nares Strædet, der strækker sig mellem den canadiske ø Ellesmere Island og Nordgrønland. De to andre øer er Crozier Ø og Hans Ø.
Den ubeboede ø er uden vegetation og hæver sig på den sydlige side sig til en højde af 215 meter. 
Øen er opkaldt efter den britiske forsker John Franklin (1786-1847), som var med på den anden Grinnell-ekspedition, der fandt sted mellem 1854 og 1855, efter at øen var sigtet af Hans Hendrik (grønlandsk guide) og amerikaneren William Morton i juni 1854.
80°40′N 66°57′V / 80.667°N 66.950°V